# Caradrina dubiosa
Caradrina dubiosa là một loài bướm đêm trong họ Noctuidae.